# Aplidium parvum
Aplidium parvum är en sjöpungsart som beskrevs av Kott 1963. Aplidium parvum ingår i släktet Aplidium och familjen klumpsjöpungar. Inga underarter finns listade i Catalogue of Life.